# Jón Magnússon
Ásgeir Ásgeirsson (* Múli, 16 de enero de 1859 - † Nes, 23 de junio de 1926) fue un político y primer ministro de Islandia entre 1917 y 1922 y entre 1924 y 1926.